# Gottfried Huttner
Gottfried Huttner (* 1. August 1937 in Ludwigshafen am Rhein; † 21. Juli 2021) war ein deutscher Chemiker und Professor für Anorganische Chemie an der Universität Heidelberg.

## Biografie
Huttner war der Sohn eines Chemikers mit bayrischen Wurzeln und wuchs in Bayern auf (Freising, Abitur in Burghausen 1953). Er studierte zunächst Mathematik und Physik, bevor er zur Chemie wechselte und wurde 1966 bei Ernst Otto Fischer an der TU München promoviert  (Donor-Acceptor-Verbindungen von Übergangsmetallkomplexen mit organischen Acceptoren). Danach wandte er sich der Röntgenkristallographie (und der Weiterentwicklung von deren Methoden) und Strukturchemie zu und wurde 1972 an der TU München habilitiert (über Strukturchemie metallorganischer Verbindungen). Er klärte in München die Struktur einer ganzen Reihe neuartiger Verbindungsklassen in der Komplexchemie. 1977 wurde er Professor an der Universität Konstanz und 1986 in Heidelberg. 1997 bis 1999 war er Mitglied des Universitätssenats und 2005 wurde er emeritiert.
Nach Beginn in der Röntgenstrukturanalyse und Strukturchemie wandte er sich in den 1970er Jahren der Synthese neuartiger Verbindungen in der metallorganischen Chemie, Komplex- und Clusterchemie zu.
Er war Gastprofessor in Straßburg, Helsinki, Bordeaux und der Universität Paris VI.
1992  erhielt er den Alfred-Stock-Gedächtnispreis. 1997 bis 2001 war er im Vorstand der Gesellschaft Deutscher Chemiker. Er war Mitglied der Finnischen Chemischen Gesellschaft.